# Zamarada apsis
Zamarada apsis là một loài bướm đêm trong họ Geometridae.